# Heavy Is the Crown (canción de Daughtry)
«Heavy Is the Crown» es una canción de la banda de rock estadounidense Daughtry, lanzado a través de Dogtree Records el 18 de marzo de 2021 como el segundo sencillo de su sexto álbum de estudio Dearly Beloved. Está escrito por Chris Daughtry, Johnny Cummings, Elvio Fernandes, Scott Stevens y Marti Frederiksen. Con un pico en el número cuatro, es el sencillo de Daughtry con mayor puntuación en el Mainstream Rock.

## Posicionamiento en lista
| Lista (2021)                                | Posiciones |
| ------------------------------------------- | ---------- |
| US Hot Rock & Alternative Songs (Billboard) | 48         |
| US Rock Airplay (Billboard)                 | 4          |